# Defuncions del gener de 2016
A continuació hi ha una llista de defuncions notables del gener de 2016.
Les entrades per a cada dia, es mostren alfabèticament per cognom. Una entrada típica llista informació en la següent seqüència:
- Nom, edat, país d'origen i la raó de la notabilitat, causa establerta de la mort, referència.

## 1

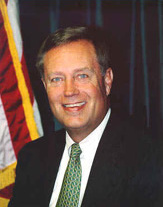
Mike Oxley.

- Natasha Aguilar (45), nedadora costa-riquenya; embòlia cerebral (n. 1970).[1]
- Fazu Alieva (83), poetessa russa; insuficiència cardíaca (n. 1932).[2]
- Mark B, productor discogràfic britànic de hip-hop.[3]
- Venancio Blanco Andrés (88), executiu esportiu argentí d'origen espanyol (n. 1927).[4]
- Lennie Bluett (96), actor de cinema, pianista, ballarí i cantant nord-americà (n. 1919).[5]
- Dale Bumpers (90), polític nord-americà, governador d'Arkansas entre 1971 i 1975 (n. 1925).[6]
- Antonio Carrizo (89), periodista, locutor i animador argentí (n. 1926).[7]
- Delia Córdova (61), voleibolista peruana; càncer d'estómac (n. 1953).[8]
- Jacques Deny (99), matemàtic francès (n. 1916).[9]
- Larry Gordon (76), surfista i empresari nord-americà (n. 1939).[10]
- Brian Johns (79), periodista australià, director general de l'ABC entre 1995 i 2000; càncer (n. 1936).[11]
- Gilbert Kaplan (74), empresari nord-americà; càncer (n. 1941).[12]
- Helmut Koester (89), teòleg germà-nord-americà (n. 1926).[13]
- Javier López Yáñez, funcionari públic mexicà; accident automobilístic.[14]
- Daniel Marín, actor i músic argentí.[15]
- Gilberto Mendes (93), compositor brasiler; infart (n. 1922).[16]
- Ricardo Méndez Ruiz Rohrmoser (81), polític i militar guatemalenc.[17]
- Homa Nategh (80), educador i historiador iranià (n. 1935).[18]
- Mike Oxley (71), polític nord-americà, membre de la Cambra de Representants entre 1981 i 2007; càncer de pulmó (n. 1944).[19]
- Ian Pieris (82), jugador de cricket esrilanquès (n. 1933).[20]
- Annie de Reuver (98), cantant neerlandesa (n. 1917).[21]
- Manuel Treviño Reveles, representant artístic mexicà, representant de l'Associació Nacional d'Actors a Piedras Negras des de 1976.[22]
- Vilmos Zsigmond (85), director de fotografia hongarès-nord-americà (n. 1930).[23]

## 2

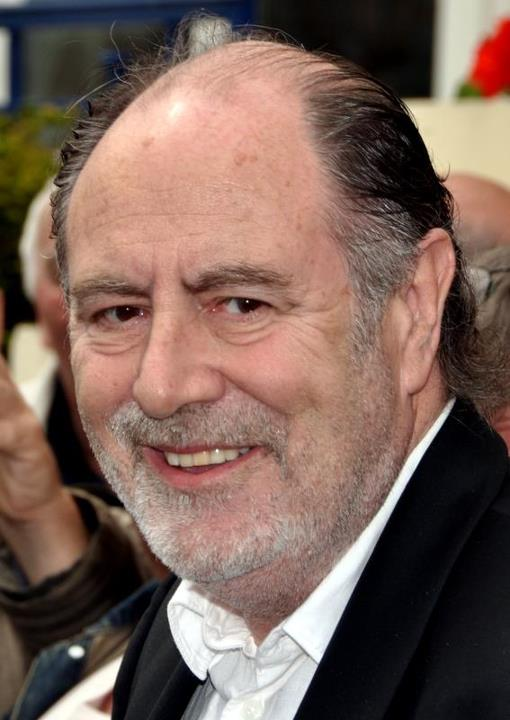
Michel Delpech.

- Emelia Manuela Alemán Zubieta "Madelag" (97), escriptora panamenya (n. 1918).[24]
- George Alexandru (58), actor de cinema i teatre romanès (n. 1957).[25]
- Marcel Barbeau (90), pintor i escultor canadenc (n. 1925).[26]
- Ardhendu Bhushan Bardhan (91), polític indi; complicacions d'un vessament cerebral (n. 1924).[27]
- José Manuel Barros (73), polític espanyol, alcalde d'O Porriño entre 1981 i 2003; fallada multiorgànica (n. 1942).[28]
- Antonio Cáceres Taveras (63), periodista dominicà; càncer pulmonar.[29]
- Michel Delpech (69), cantant francès; càncer (n. 1946).[30]
- Leonard Evans (86), polític canadenc (n. 1929).[31]
- Tim Francis (87), diplomàtic neozelandès (n. 1928).[32]
- Brad Fuller, compositor de música nord-americana; càncer de pàncrees.[33]
- Amador Giménez, ciclista argentí; complicació cardíaca.[34]
- Matt Hobden (22), jugador de cricket britànic (n. 1993).[35]
- Aldo Isidrón del Valle (87), periodista i historiador cubà; infart cerebral (n. 1928).[36]
- Gisela Mota Ocampo (33), política mexicana, alcaldessa de Temixco en 2016; assassinada a trets de bala (n. 1982).[37]
- Nimr Baqr al-Nimr (56), clergue xiïta saudita; executat (n. 1959).[38]
- Fateh Singh (51), tirador esportiu i general de l'exèrcit indi; tret.[39]
- Virgie Torres (62), política filipina; atac al cor.[40]
- Frances Cress Welsing (80), psiquiatre i escriptora nord-americana; complicacions d'un vessament cerebral (n. 1935).[41]
- Armand Liberati (92), futbolista francès (n. 1923)[42]
- Faris Ahmed Jamaan al-Showeel al-Zahrani (38), terrorista saudita, membre d'Al-Qaeda; executat (n. 1978).[43]

## 3

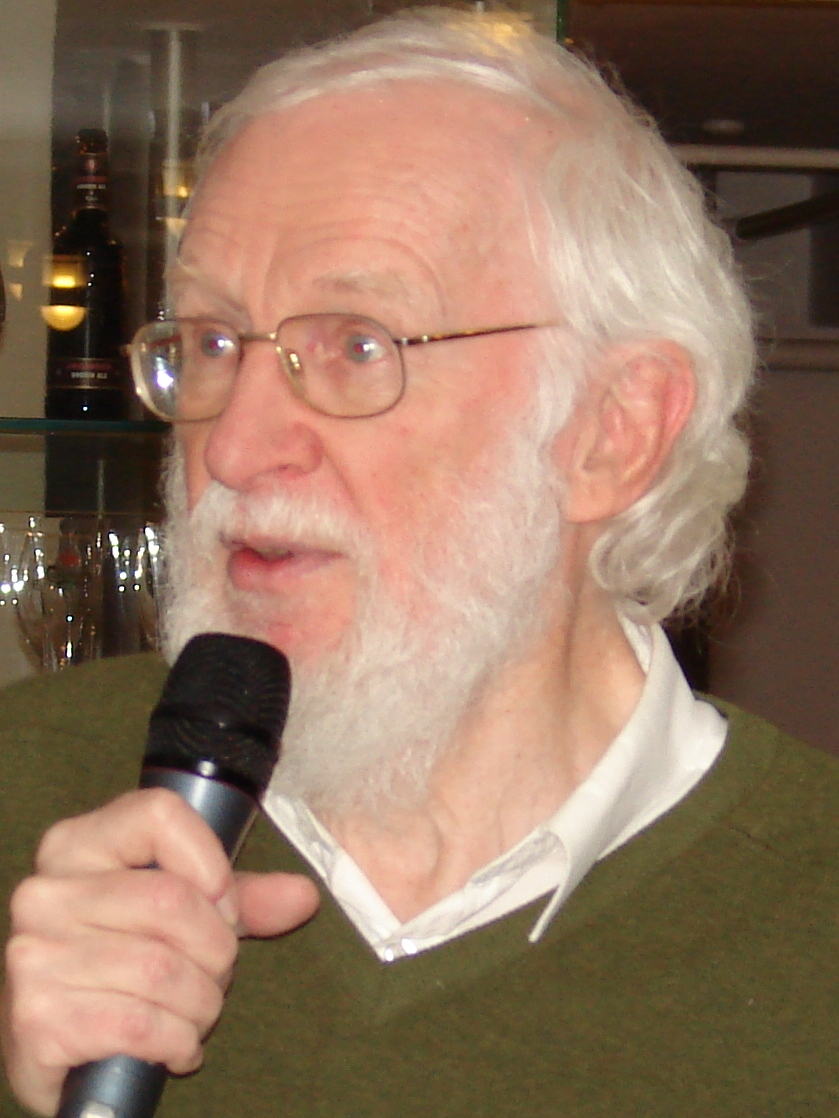
Peter Naur.

- Paul Bley (83), pianista i compositor canadenc de jazz (n. 1932).[44]
- Stephen W. Bosworth (76), diplomàtic nord-americà (n. 1939).[45]
- Orlando Buelvas, polític colombià; parada cardíaca.[46]
- Álvaro Delgado Ramos (93), pintor i il·lustrador espanyol (n. 1922).[47]
- Walter Ferreira (64) kinesiòleg uruguaià; càncer (n. 1951).[48]
- Leopold Gil i Nebot (94), arquitecte i professor català (n. 1921).[49]
- Barnabas R. Halem ’Imana (87), bisbe ugandès (n. 1929).[50]
- Alberto Iniesta (92), clergue espanyol, bisbe auxiliar de Madrid entre 1972 i 1998 (n. 1923).[51]
- Raymond William Lessard (85), bisbe nord-americà (n. 1930).[52]
- Gomer Lloyd (68), piloto de bobsleigh britànic.[53]
- Treball Martín Summers (55), actor i guionista espanyol.[54]
- Peter Naur (87), científic informàtic danès, Premi Turing en 2005 (n. 1928).[55]
- Bill Plager (70), jugador d'hoquei sobre gel canadenc (n. 1945).[56]
- Tommy Sale (rugbi league) (97), jugador de rugbi britànic[57]
- Sante de Santis (50), cuiner italià (n. 1965).[58]
- Halis Toprak (78), empresari i directiu turc; malalties del cor (n. 1938).[59]
- Alejandro Treviño Alanís (78), tenor mexicà; problemes cardíacs (n. 1937).[60]
- Fabiola Nancy Vidal Yllescas, política mexicana, regidora de Calpulalpan entre 2014 i 2016; assassinada.[61]
- Bernardo Villasuso, arquitecte i acadèmic argentí.[62]
- Hans Vontobel (99), banquer i mecenes suís (n. 1916).[63]

## 4

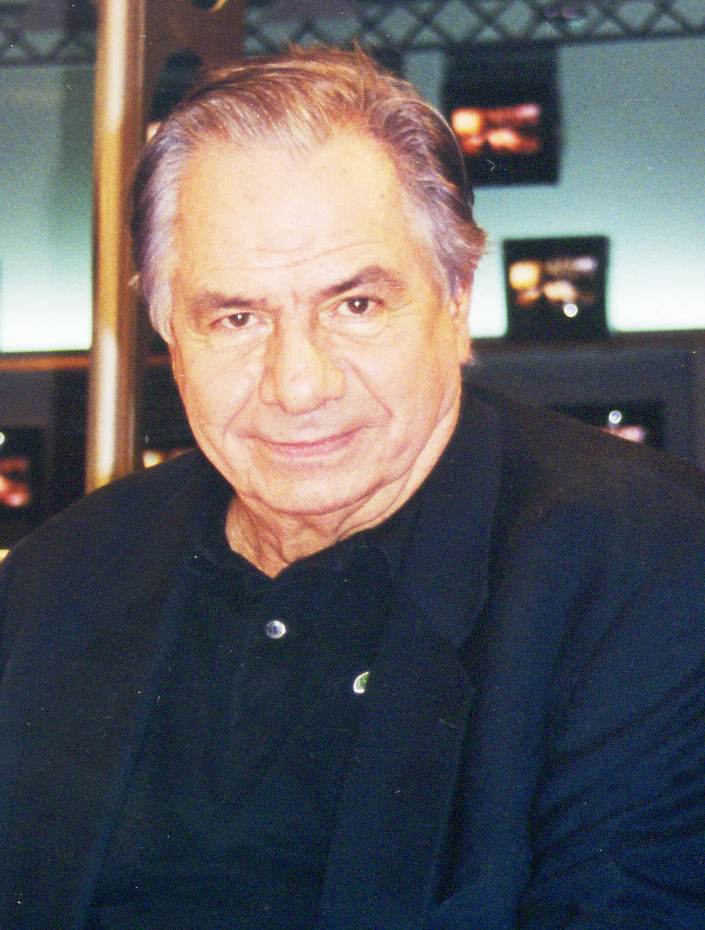
Michel Galabru.

- Fernando Barrachina (68), futbolista espanyol (n. 1947).[64]
- Armsted Christian (64), músic de jazz i professor universitari nord-americà.[65]
- Amby Fogarty (82), futbolista i entrenador de futbol irlandès (n. 1933).[66]
- Michel Galabru (93), actor francès (n. 1922).[67]
- Long John Hunter (84), músic nord-americà (n.1931).[68]
- Fernando Roberto Josseau Eterovic (91), escriptor, dramaturg, professor, empresari i crític teatral xilè; càncer (n. 1924).[69]
- Sarosh Homi Kapadia (68), advocat indi.[70]
- Bulcsú László (93), lingüista iugoslau-croat (n. 1922).[71]
- Maja Maranow (54), actriu alemanya (n. 1961).[72]
- Achim Mentzel (69), músic i presentador de televisió alemany (n. 1946).[73]
- Nicolás Muela Velasco (64), enginyer aeronàutic i empresari espanyol.[74]
- Publio Puente (81), doctor en ciències químiques i empresari espanyol.[75]
- John Roberts (69), futbolista britànic (n. 1946).[76]
- Andrés Rodríguez (31), genet veneçolà; accident de trànsit (n. 1984).[77]
- José María Segòvia d'Arana (96), metge espanyol, impulsor de la formació d'especialistes a través del sistema MIR (n. 1919).[78]
- Igor Sergun (58), militar rus, director del Departament Central d'Intel·ligència des de 2011 (n. 1957).[79]
- Robert Stigwood (81), empresari australià, mánager dels Bee Gees (n. 1934).[80]
- André Turcat (94), pilot de proves francès (n. 1921).[81]
- Jaime Viñas Román, veterinari, acadèmic i investigador dominicà.[82]

## 5

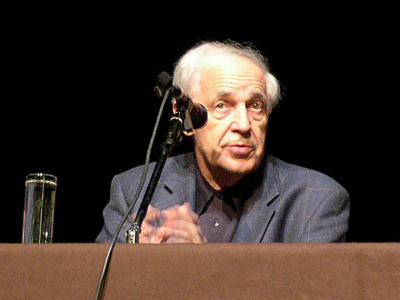
Pierre Boulez.

- Bob Armstrong (82), jugador de bàsquet nord-americà (n. 1933).[83]
- María Lorenza Barreneche (89), primera dama argentina entre 1983 i 1989 (n. 1926).[84]
- Pierre Boulez (90), compositor i director d'orquestra francès (n. 1925).[85]
- Pachy Carrasco (47), músic i compositor dominicà; complicacions d'un vessament cerebral (n. 1968).[86]
- Andrés Castillo Bernal (70), historiador, periodista i escriptor cubà; càncer (n. 1945).[87]
- Percy Freeman (70), futbolista britànic (n. 1945).[88]
- Benigne Guzmán Martínez (66), capdavanter i activista camperol mexicà; càncer de pulmó.[89]
- Jean-Paul L'Allier (77), polític canadenc (n. 1938).[90]
- Jorge Lepra (73), diplomàtic i polític uruguaià, ministre d'Indústria entre 2005 i 2008; malaltia cardíaca (n. 1942).[91]
- Andrés Lewin (37), cantautor argentí (n. 1978).[92]
- Jhonny Puesán, humorista dominicà; diabetis.[93]
- Julio Subero (69), dirigent esportiu dominicà.[94]

## 6

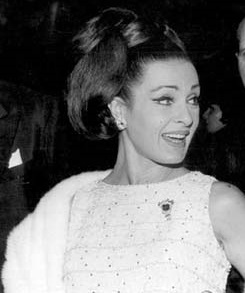
Silvana Pampanini.

- Alfredo "Chocolate" Armenteros (87), músic i trompetista cubà (n. 1928).[95]
- Sian Blake (43), actriu britànica (n. 1972).[96]
- Bernardo Lorenzo (93), locutor i escriptor mexicà.[97]
- Christy O'Connor Jnr (67), golfista irlandès (n. 1948).[98]
- Silvana Pampanini (90), actriu i directora italiana (n. 1925).[99]
- Nivaria Tejera (86), escriptora cubana; càncer de pàncrees (n. 1929).[100]
- Labhshankar Thakar (80), autor indi (n. 1935).[101]

## 7

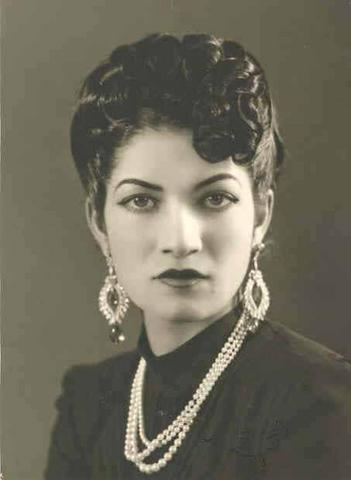
Ashraf Pahlaví

- Lautaro Aspiazu Wright, empresari i benefactor social equatorià.[102]
- Klaas Bakker (89), futbolista neerlandès (n. 1926).[103]
- Oscar Ray Bolin (53), assassí en sèrie nord-americà; executat (n. 1962).[104]
- Edwin Rolando Chicas Telón (41), polític guatemalenc; accident de trànsit.[105]
- André Courrèges (92), dissenyador de moda francès (n. 1923).[106]
- Joaquín Gamboa Pascoe (93), advocat, polític i líder sindical mexicà, Secretari General de la Confederació de Treballadors de Mèxic entre 2005 i 2016; complicació respiratòria (n. 1922).[107]
- John Johnson (68), jugador de bàsquet nord-americà (n. 1947).[108]
- Ashraf Pahlaví (96), princesa iraniana, germana bessona de Mohammad Resa Pahlaví (n. 1919).[109]
- Jesús María Ramón Valdés (77), empresari i polític mexicà; complicacions post-quirúrgiques de càncer de còlon (n. 1938).[110]
- Marcos Rodríguez Matamoros (78), intel·lectual cubà (n. 1947).[111]
- Muftí Mohammad Sayeed (79), polític indi, Cap de Ministres de Jammu i Caixmir entre 2002 i 2005, i des de 2015 (n. 1936).[112]
- Abel Sebele (26), futbolista zimbabuès; accident de trànsit.[113]
- Serguéi Shústikov (45), futbolista i entrenador de futbol rus (n. 1970).[114]
- Sergei Simonov (23), jugador d'hoquei sobre gel rus; complicacions després de cirurgia en la melsa (n. 1992).[115]
- Virgilio Valle Pérez (89), director d'orquestra mexicà (n. 1926).[116]
- Carlos Vílchez Negrín (47), periodista, crític musical i gestor cultural espanyol; càncer i insuficiència cardíaca (n. 1968).[117]
- Félix Zubiaga (71), futbolista espanyol (n. 1945).[118]

## 8
- Otis Clay (73), cantant nord-americà; atac al cor (n. 1942).[119]
- Valeri Hajiyev (74), futbolista soviètic-azerí.[120]
- María Teresa Martínez Peñaloza (82), etnòloga i historiadora mexicana.[121]
- German Moreno (82), actor, comediant i mànager filipí (n. 1933).[122]
- Juan Carlos Samaniego 'Tximist' (54), readaptador físic espanyol (n. 1961).[123]

## 9
- Demetrio Boersner, politòleg, internacionalista i diplomàtic veneçolà.[124]
- Hamada Emam (72), futbolista egipci (n. 1943).[125]
- Maria Teresa de Filippis (89), pilot italiana, primera dona a competir en un Gran Premi de F1 (n. 1926).[126]
- Armando García Narro, empresari i funcionari públic mexicà.[127]
- María Estela Lorca (73), actriu argentina, esposa de Julio de Grazia (n. 1943).[128]
- José María Rivas (57), futbolista i metge salvadorenc; leucèmia (n. 1958).[129]
- Gianni Rondolino (83), crític de cinema, professor universitari i escriptor italià (n. 1932).[130]
- Angus Scrimm (89), actor nord-americà (n. 1926).[131]

## 10

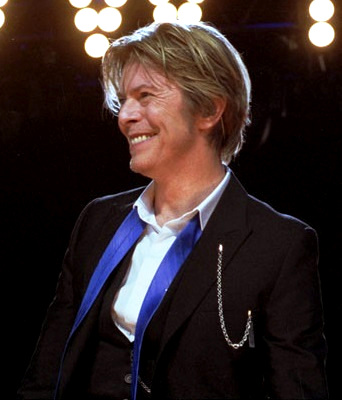
David Bowie.

- Abbas Bahri (61), matemàtic tunisenc (n. 1955).[132]
- Wim Bleijenberg (85), futbolista neerlandès (n. 1930).[133]
- David Bowie (69), cantant i compositor britànic; càncer de fetge (n. 1947).[134]
- Teofil Codreanu (74), futbolista romanès (n. 1941).[135]
- Michael Galeota (31), actor nord-americà (n. 1984).[136]
- Hernán Gamboa (69), cantant, músic i arranjador veneçolà (n. 1946).[137]
- Francis Thomas Hurley (88), prelat nord-americà, arquebisbe de l'Anchorage entre 1976 i 2001 (n. 1927).[138]
- Rafael Dionisio Izquierdo, executiu i benefactor social espanyol.[139]
- Daniel Mendoza Moreno (68), acadèmic mexicà, integrant del cos docent fundador de l'Institut Tecnològic d'Apizaco en 1975 (n. 1948).[140]
- Juan Pablo Mirabent Pizarro Suárez, empresari immobiliari i funcionari públic mexicà.[141]
- Carlos Núñez (41), jugador de bàsquet espanyol; atropellament (n. 1974).[142]
- Alejandro Arena Torres Landa, empresari i ramader mexicà; cornada.[143]
- Gerardo Unzueta (90), dirigent social i polític mexicà, líder històric de l'esquerra mexicana (n. 1925).[144]
- Ernesto Vera Méndez (86), periodista cubà; càncer (n. 1929).[145]
- Cornelis Zitman (89), escultor i dibuixant veneçolà d'origen neerlandès (n. 1926).[146]
- Yusuf Zuayyin (84), polític sirià, primer ministre en 1965, i entre 1966 i 1968 (n. 1931).[147]

## 11
- José Balcells Eyquem (68), dissenyador, escultor i acadèmic xilè (n. 1947).[148]
- Philip Cruz Villegas (30), artista urbà porto-riqueny; malaltia de Crohn (n. 1985).[149]
- Leticia Escobar Barreto (55), funcionària pública mexicana; accident automobilístic.[150]
- Elías Estrella (20), jugador de pàdel argentí; accident de trànsit.[151]
- Pablo Grates (47), periodista i productor de televisió argentí, accident automobilístic (n. 1968).[152]
- Monte Irvin (96), beisbolista dominicà (n. 1919).[153]
- David Margulies (78), actor nord-americà (n. 1937).[154]
- Aledo Meloni (103), poeta i docent argentí (n. 1912).[155]
- Carlos Muñoz (82), actor colombià (n. 1934).[156]
- Raquel Santos (28), model brasilera; parada respiratòria (n. 1987).[157]

## 12
- Patxi Agirrezabala, funcionari públic i sindicalista espanyol (n. 1958).[158]
- Robert Black (68), assassí en sèrie escocès (n. 1947).[159]
- Iván Bukavshin (20), escaquista rus; vessament cerebral (n. 1995).[160]
- Gastón Guzmán (83), micòleg, curador i antropòleg mexicà (n. 1932).[161]
- Marin Kovačić (72), futbolista croat (n. 1943).[162]
- Ruth Leuwerik (91), actriu alemanya (n. 1924).[163]
- Witold Mańczak (91), lingüista polonès (n. 1924).[164]
- Josep Planas i Montanyà (91) fotògraf espanyol (n. 1924).[165]
- Tomás Sobrino Chomón (77), historiador i sacerdot espanyol.[166]
- Vanessa Biscaia (33), jugadora de bàsquet veneçolana; assassinada.[167]

## 13

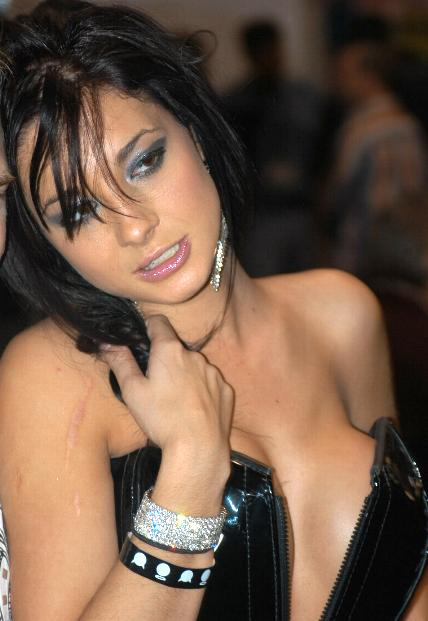
Tera Wray.

- José Luis Arango (59), empresari editorial espanyol; càncer de gola.[168]
- Luis Arroyo (88), beisbolista porto-riqueny (n. 1927).[169]
- Ángel María Camarena (87), líder sindical dominicà de la indústria sucrera.[170]
- Giorgio Gomelsky (81), mànager i cineasta suís d'origen georgià; càncer (n. 1934).[171]
- José Miguel Hernansáiz Lucena (60), dirigent social espanyol.[172]
- J. F. R. Jacob (92), polític i militar indi.[173]
- Addy Noemí Manzanero Uc (47), política mexicana; càncer.[174]
- Lawrence Phillips (40), jugador de futbol americà nord-americà; suïcidi (n. 1975).[175]
- Margarita Rodríguez Muñiz (77), difusora cultural i directora artística espanyola.[176]
- Ignacio Salas (70), presentador de televisió espanyol; càncer (n. 1945).[177]
- Tera Wray (33), actriu nord-americana (n. 1982).[178]

## 14

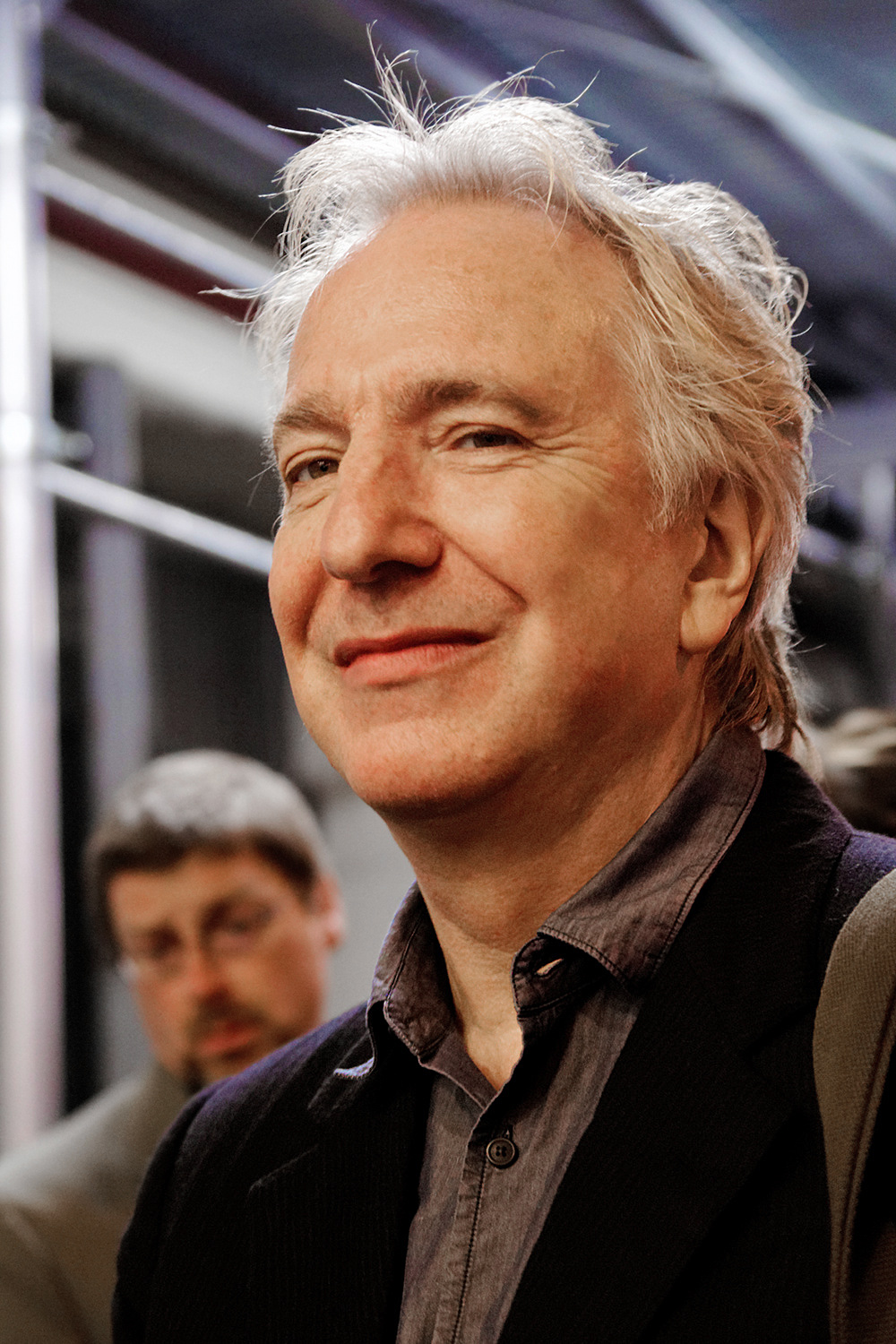
Alan Rickman.

- René Angélil (73), productor, representant artístic i cantant canadenc; càncer de gola (n. 1942).[179]
- Aitor Bugallo (42), ciclista espanyol; accident de trànsit (n. 1973).[180]
- Franco Citti (80), actor italià (n. 1935).[181]
- Andrés Octavio Garibay Cuevas, funcionari públic mexicà.[182]
- Roberto Morillo (58), manejador i director tècnic musical veneçolà, banda Guaco; infart.[183]
- Alan Rickman (69), actor i director de cinema britànic; càncer (n. 1946).[184]
- José Rodríguez Santos (62), articulista poeta i assagista dominicà; problemes circulatoris (n. 1953).[185]
- Enrique Sánchez Garzón (66), funcionari públic espanyol; accident de trànsit.[186]
- Shaolin (44), humorista brasiler; parada cardiorrespiratòria (n. 1971).[187]
- Jorge Sig Formentín (56), advocat i activista espanyol.[188]
- Ricardo Trejo Barradas, periodista esportiu mexicà, complicacions d'accident automobilístic.[189]
- Miguel Ángel Yáñez Polo (75), metge, escriptor, fotògraf i humanista espanyol (n. 1940).[190]
- Leonid Zhabotinsky (77), halteròfil ucraïnès, campió olímpic en Tòquio 1964 i Mèxic 1968 (n. 1938).[191]

## 15

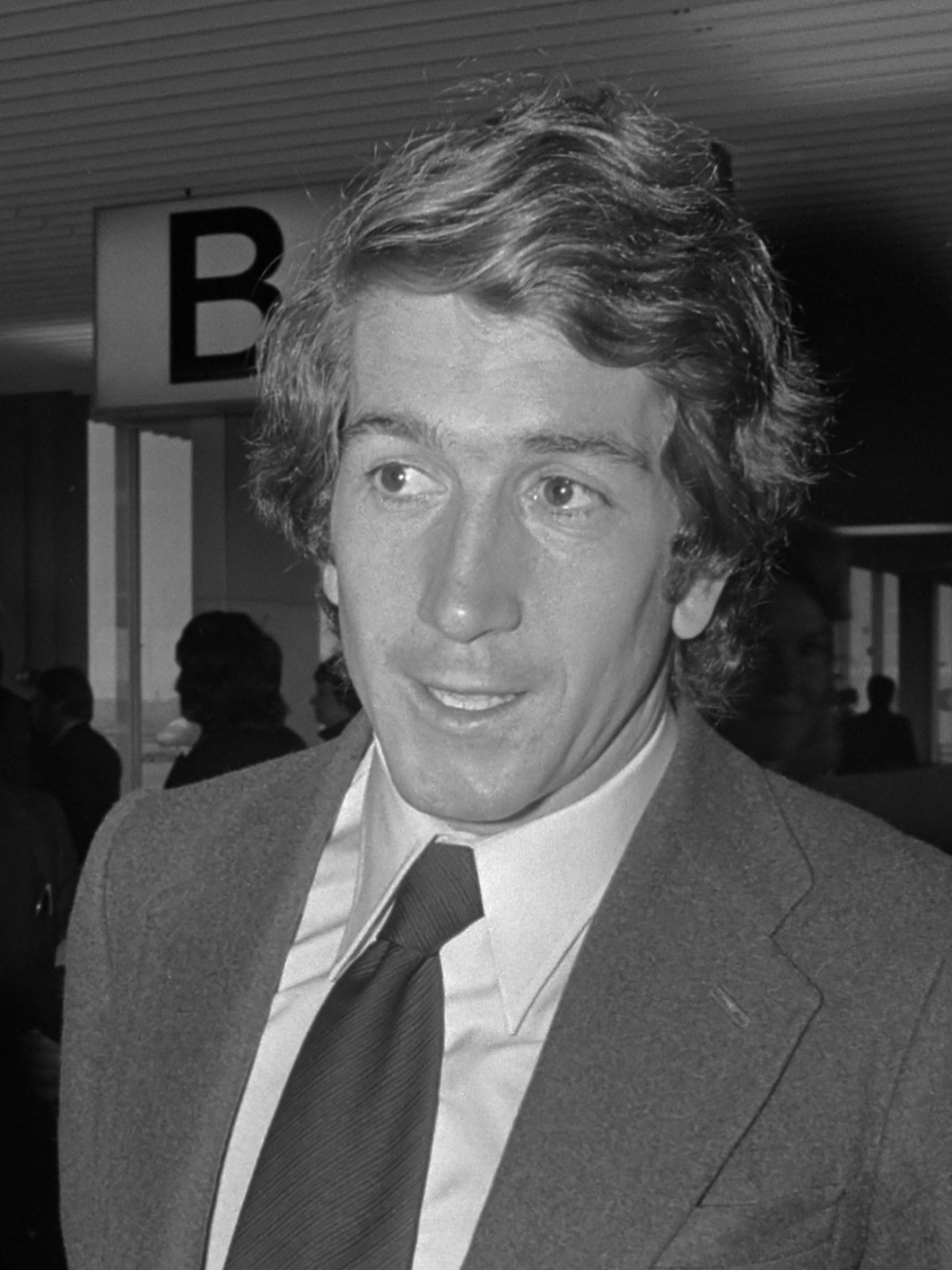
Manuel Velázquez.

- Génesis Abilahoud González (11), actriu veneçolana; apendicitis.[192]
- Jordi Crespí Ramis (90), empresari espanyol d'espècies i condiments.[193]
- Paco Gisbert, acadèmic, productor i director espanyol (n. 1952).[194]
- Pedro Grima (85), productor i realitzador espanyol de televisió.[195]
- Dan Haggerty (74), actor nord-americà; càncer (n. 1941).[196]
- Ahmira Majúl Romero, jugadora mexicana de boliche.[197]
- Pedro Miret Prieto (88), militar i polític cubà (n. 1927).[198]
- Rex Morgan (67), jugador i entrenador de bàsquet nord-americà; càncer de gola (n. 1948).[199]
- Ricardo Urioste (90), sacerdot catòlic salvadorenc.[200]
- Manuel Velázquez (72), futbolista espanyol, jugador del Reial Madrid entre 1965 i 1977 (n. 1943).[201]

## 16
- Joannis Avramidis (93), escultor greco-austríac (n. 1922).[202]
- Arnaldo Berríos (87), actor xilè; afecció al còlon i problemes respiratoris (n. 1928).[203]
- Mondli Cele (26), futbolista sud-africà (n. 1989).[204]
- José Luis Díaz Álvarez (67), activista social i promotor cultural espanyol.[205]
- Sotero Lizarazu (96), ciclista espanyol (n. 1919).[206]
- Ted Marchibroda (84), jugador i entrenador de futbol americà nord-americà (n. 1931).[207]
- Juan Mas Molina (88), futbolista espanyol (n. 1928).[208]
- Marie Misamu (41), artista i cantant congolesa.[209]
- Manolo Montes (87), futbolista espanyol.[210]
- Juan Nadal Cañellas, sacerdot, historiador, acadèmic i diplomàtic espanyol (n. 1934).[211]
- Persones rellevants que van morir en l'atemptat a Ouagadougou de 2016:[212]
  - Georgie Lamon (81), empresari, escriptor i polític suís (n. 1934).
  - Jean-Noël Rey (66), polític suís, membre del Consell Nacional de Suïssa entre 2003 i 2007 (n. 1949).

## 17
- Blowfly (76), músic, compositor i productor nord-americà; càncer de fetge (n. 1939).[213]
- Pepe del Castillo, futbolista espanyol, porter del Club Esportiu Tenerife en la dècada dels setanta.[214]
- Mic Gillette (64), trompetista, trombonista i tubista nord-americà (n. 1951).[215]
- Julio Noel González Jiménez (87), cirurgià cardiòleg, doctor en ciències i acadèmic cubà.[216]
- Dale Griffin (67), bateria nord-americà, integrant de Mott the Hoople i col·laborador de David Bowie; malaltia d'Alzheimer (n. 1948).[217]
- Gottfried Honegger (98), artista i col·leccionista suís (n. 1917).[218]
- Miguel Ángel Masjuán Salmón (84), periodista, dirigent esportiu i professor de cultura física cubà (n. 1932).[219]
- Sherron Mills (44), jugador de bàsquet nord-americà; esclerosi lateral amiotròfica (n. 1971).[220]
- Juan de Dios Rojas (87), periodista guatemalenc.[221]

## 18

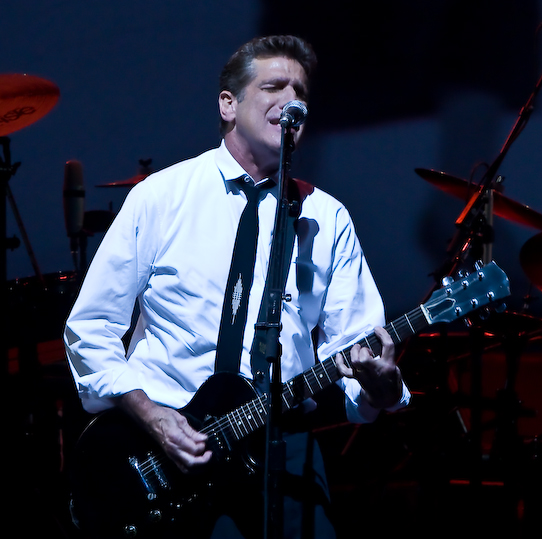
Glenn Frey.

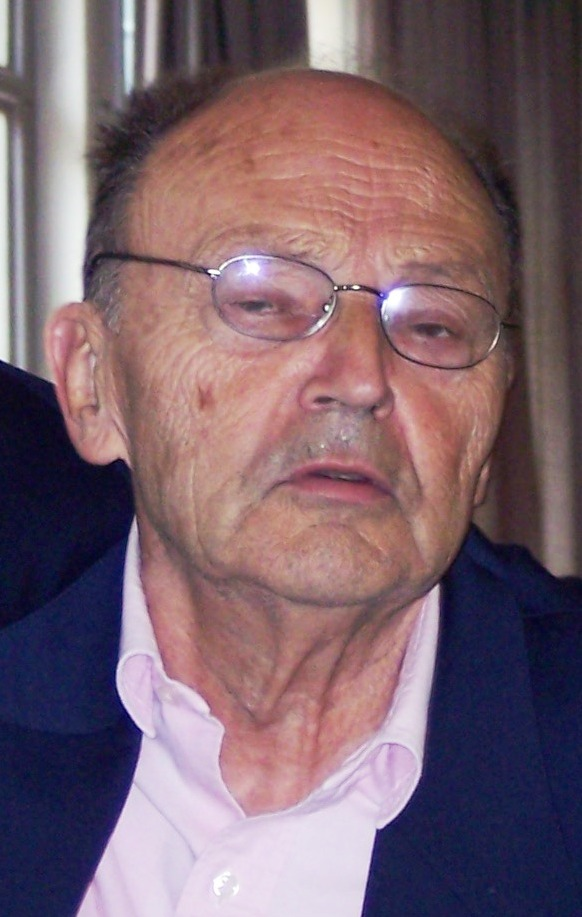
Michel Tournier.

- Resa Ahadi (53), jugador i entrenador de futbol iranià; infecció interna (n. 1962)
- Leila Alaoui (33), fotògrafa i videoartista francès marroquí (1982).[222]
- Johnny Bach (91), jugador i entrenador de bàsquet nord-americà (n. 1924).[223]
- Jorge Carrasco Jahnsen, empresari bolivià del ram periodístic, propietari i director de El Diari entre 1993 i 2002 (n. 1946).[224]
- Joaquín Casariego Ramírez (68), arquitecte i catedràtic espanyol (n. 1948).[225]
- Sutin Chaikitti (60), futbolista tailandès; càncer (n. 1955).[226]
- Glenn Frey (67), cantant i compositor nord-americà (n. 1948).[227]
- Christian Galindo (44), periodista bolivià; pancreatitis.[228]
- Victorino Gonzalo García Fernández (71), sindicalista espanyol; complicacions post-quirúrgiques.[229]
- Armant Loaiza (72), advocat, internacionalista, polític i diplomàtic bolivià (n. 1943).[230]
- Leoncio Lorenzo Gómez, comptador i funcionari públic mexicà; insuficiència renal.[231]
- Mike MacDowel (83), pilot britànic de Fórmula 1 (n. 1932).[232]
- Pablo Manavello (65), compositor, arranjador, intèrpret i productor musical ítalo-veneçolà (n. 1950).[233]
- Everardo Mujica "Lalo Tex", músic de rock and roll mexicà, integrant del grup Tex Tex.[234]
- John Taihuttu (61), futbolista neerlandès (n. 1954).[235]
- Michel Tournier (91), escriptor francès (n. 1924).[236]
- Else Marie Pade (91), compositora de música electrònica i concreta.[237]

## 19

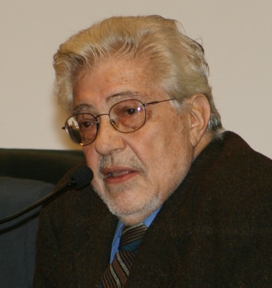
Ettore Scola.

- Andreas Buro (87), investigador de pau alemany (n. 1928).[238]
- Ricardo Durán (40), periodista veneçolà; assassinat a canonades de bala.[239]
- Camilo Fayad Medina, funcionari públic mexicà; aturada cardíaca.[240]
- Joachim Fernández (43), futbolista senegalès (n. 1972).[241]
- Hamlet Hermann (81), enginyer civil, escriptor i guerriller dominicà; infart (n. 1934).[242]
- Rodolfo Alfredo Jiménez Vila-real, ramader i polític mexicà.[243]
- Yasutaro Koide (112), supercentenari japonès, home viu més longeu del món entre 2015 i 2016 (n. 1903).[244]
- Richard Levins (85), ecòleg matemàtic i filòsof de la biologia nord-americana (n. 1930).[245]
- Pilar Miñano López (69), política espanyola, regidor del PSOE a Lorca entre 1983 i 1987.[246]
- Arturo Muñiz Rocha (59), metge i promotor esportiu mexicà.[247]
- Miguel Navarro Molina (63), polític i educador espanyol, alcalde de Lorca entre 1993 i 2006 (n. 1952).[248]
- Jesús Octavio Pimentel González (64), enginyer agrònom, polític i acadèmic investigador mexicà (n. 1952).[249]
- Ettore Scola (84), cineasta italià; afecció cardíaca (n. 1931).[250]
- Sheila Sim (93), actriu britànica (n. 1922).[251]

## 20

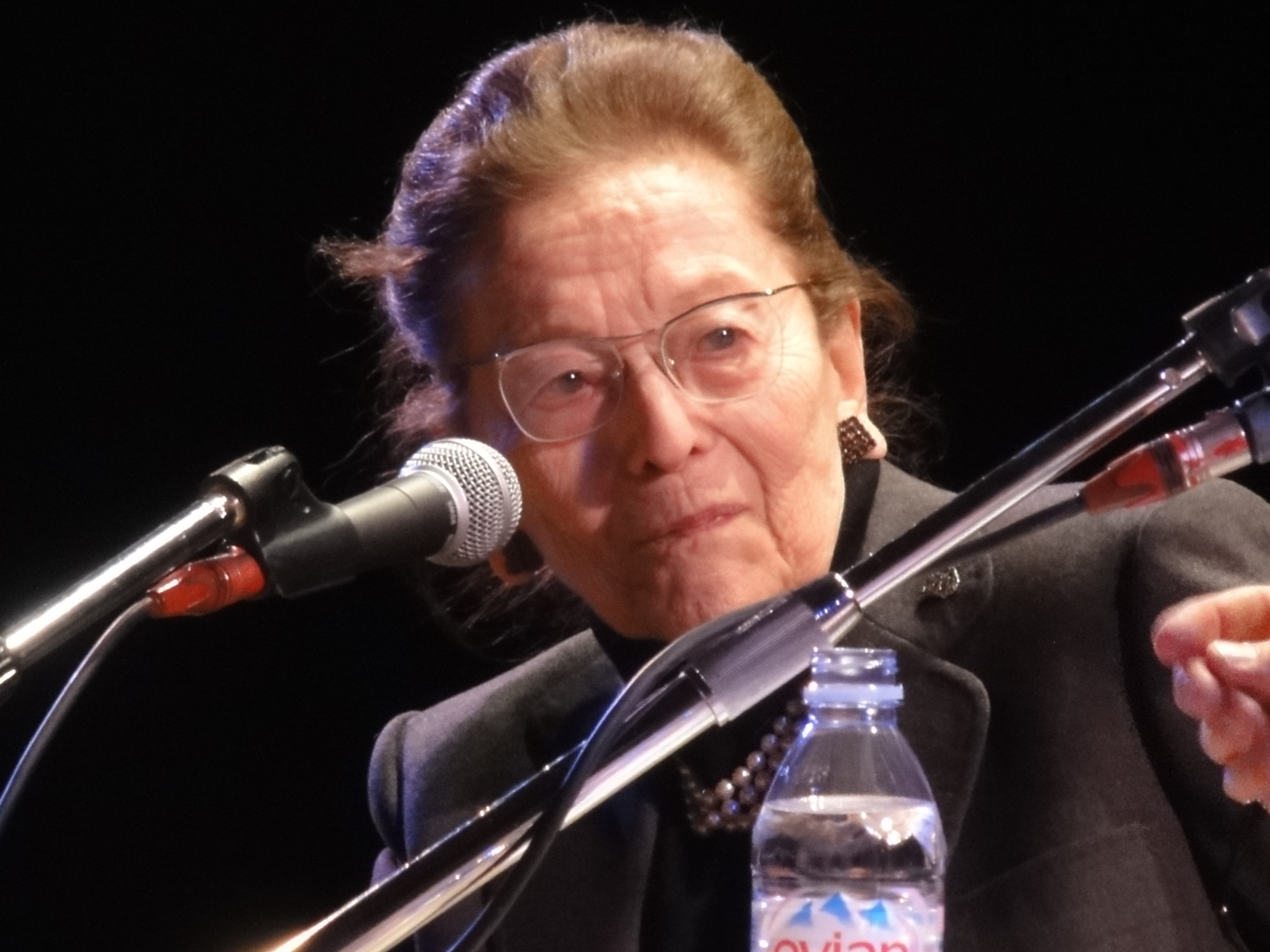
Edmonde Charles Roux

- Edmonde Charles-Roux (95), escriptora francesa (n. 1920).[252]
- Lidia García Sandoval (80), mestra d'arts mexicana; intoxicació per monòxid de carbó.[253]
- David Geddes Hartwell (74), editor i crític literari nord-americà (n. 1941).[254]
- Luis Lara, dirigent sindical guatemalenc; càncer de fetge.[255]
- José Nucete (86), empresari hispà-argentí; vessament cerebral (n. 1929).[256]
- Nuno Teotónio Pereira (93), arquitecte portuguès (n. 1922).[257]
- George Weidenfeld (96), periodista, editor i filantrop britànic d'origen austríac (n. 1919).[258]

## 21
- Anton-Wolfgang Graf von Faber-Castell (74), advocat i empresari alemany, amo de la companyia Faber-Castell des de 1978 (n. 1941).[259]
- Cor Hendriks (81), futbolista neerlandès (n. 1934).[260]
- Bill Johnson (55), esquiador nord-americà, campió olímpic en Sarajevo 1984 (n. 1960).[261]
- Zaragoza Méndez Hernández (64), activista social mexicà, dirigent tzeltal; assassinat.[262]
- Montserrat Ribalta Jorba, política espanyola (n. 1948).[263]
- Mrinalini Sarabhai (97), ballarina clàssica, coreògrafa i instructora índia (n. 1918).[264]
- Robert Sassone (37), ciclista francès (n. 1978).[265]
- Francisco Xochitiotzi Avendaño, polític mexicà, president municipal de Contla de Juan Cuamatzi entre 1983 i 1985.[266]

## 22
- Guillermo Aguilar (85), actor mexicà; pneumònia.[267]
- Homayoun Behzadi (73), futbolista iranià (n. 1942).[268]
- Javier Briceño Carpio, funcionari públic peruà; aturada cardíaca.[269]
- Juan Manuel Ley López (82), empresari esportiu mexicà, propietari de l'equip de beisbol Tomateros de Culiacán; infart al miocardi (n. 1933).[270]
- Jorge Monjo (43), actor i empresari teatral espanyol.[271]
- Mónica Petrocelli (52), periodista i política argentina; problemes de salut en els ronyons (n. 1963).[272]
- Bill Roberts (90), jugador de bàsquet nord-americana (n. 1925).[273]
- Elisa Soteldo, productora musical veneçolana.[274]
- Beatriz Susana Vettori (78), artista plàstica argentina (n. 1937).[275]

## 23

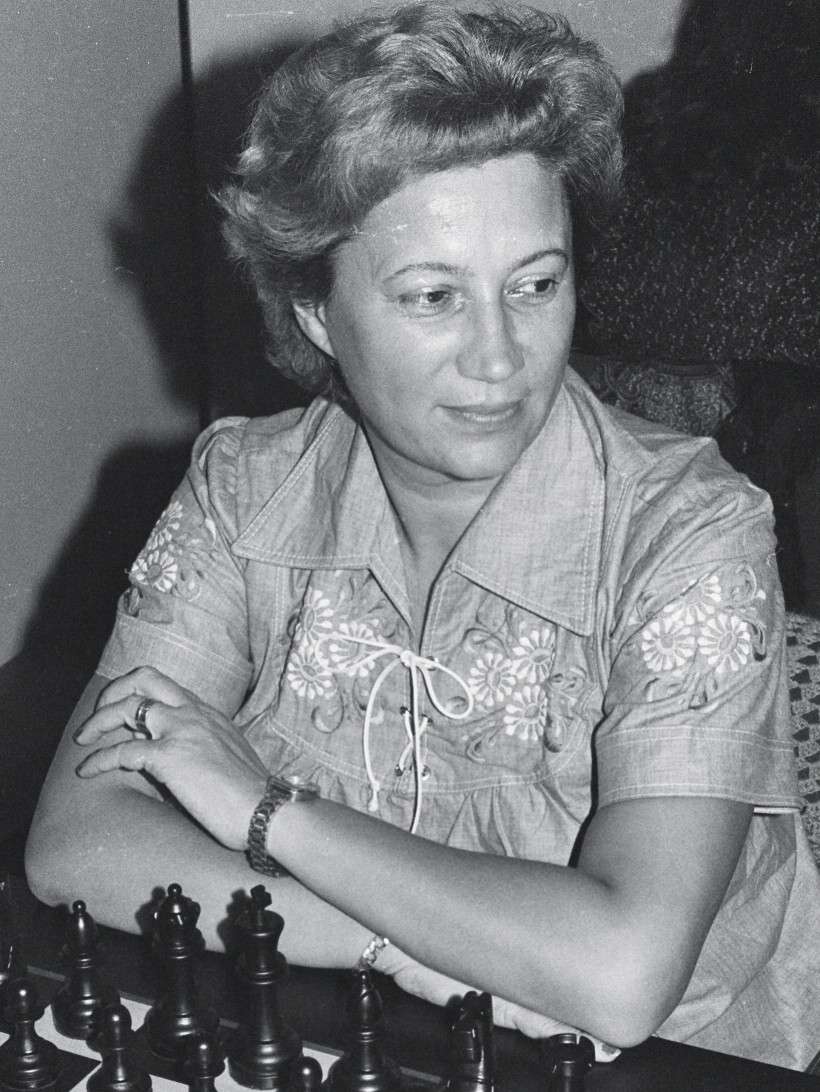
Elisabeta Polihroniade

- Pablo Contessi Pérez (45), metge i polític paraguaià, governador del Departament President Hayes entre 2013 i 2016; accident automobilístic.[276]
- Sofia Gandarias (64), pintora espanyola, càncer de pàncrees (n. 1951).[277]
- Miguel Lamas Lesta (54), geògraf, historiador i acadèmic espanyol.[278]
- Elisabeta Polihroniade (80), escaquista romanesa (n. 1935).[279]
- Francisco Rubio Llorente (85), jurista espanyol, president del Consell d'Estat entre 2004 i 2012; infart (n. 1930).[280]
- Javier Sáenz (75), benefactor social espanyol, president del banc d'aliments de Guipúscoa entre 2012 i 2016.[281]
- Carlos Valdéz González Salas, enginyer agrònom, funcionari públic i acadèmic mexicà; vessament cerebral.[282]
- Bobby Wanzer (94), jugador de bàsquet nord-americà (n. 1921).[283]

## 24
- Jimmy Bain (68), baixista britànic (n. 1947).[284]
- Fredrik Barth (87), antropòleg social noruec (n. 1928).[285]
- Forouzan (78), actriu iraniana (n. 1937).[286]
- Francisco Fuentes (52), humorista colombià (n. 1964).[287]
- Marvin Minsky (88), científic nord-americà, pioner en el desenvolupament de la Intel·ligència Artificial; hemorràgia cerebral (n. 1927).[288]
- Alejandro Muñoz-Alonso (82), advocat, politòleg, acadèmic i polític espanyol (n. 1934).[289]
- Teófilo Rodríguez (44), criminal veneçolà; assassinat (n. 1971).[290]
- José Rosario (20), beisbolista dominicà; accident amb motocicleta.[291]
- Henry Worsley (55), explorador britànic; insuficiència orgànica total (n. 1960).[292]

## 25

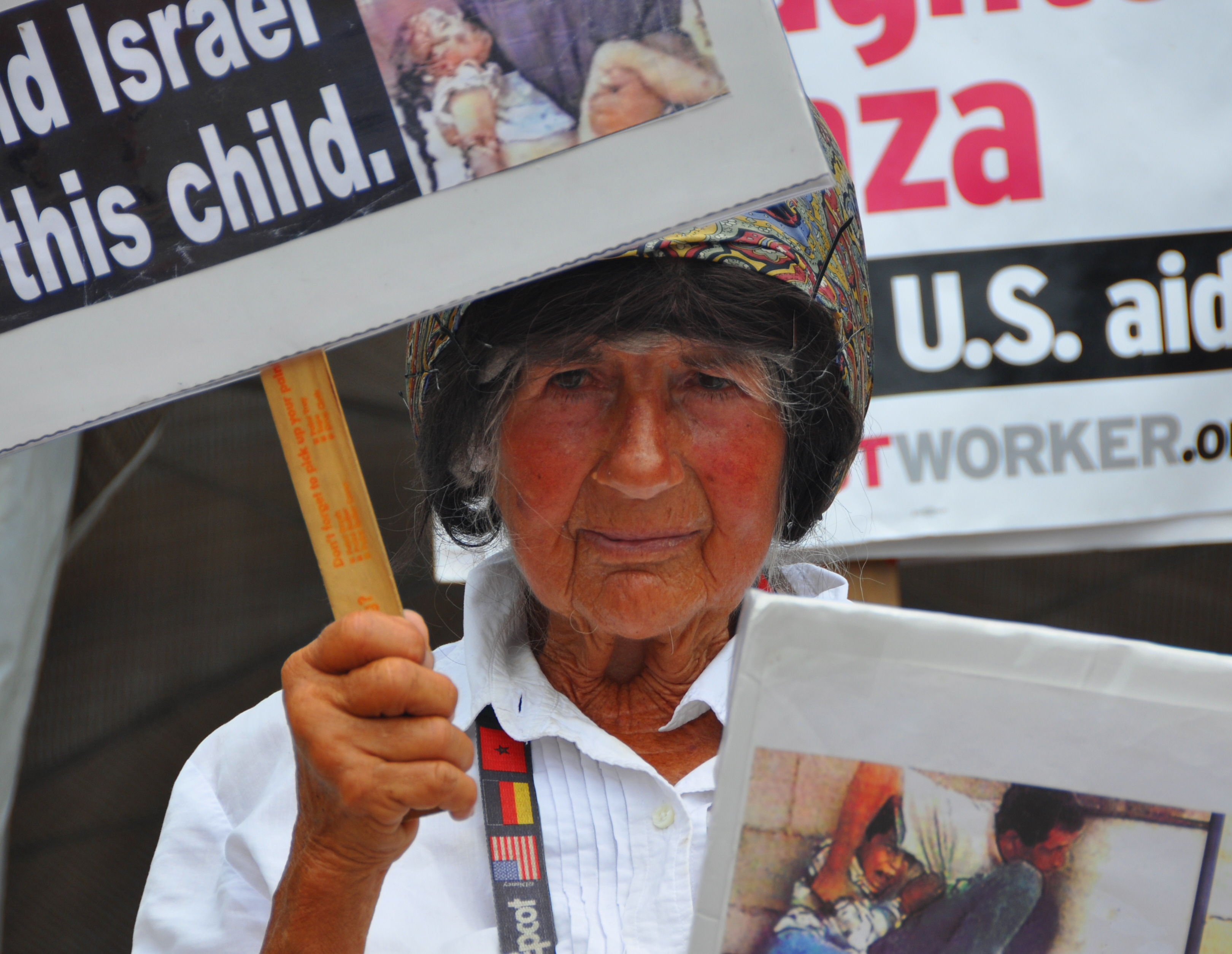
Concepción Picciotto

- Denise Duval (94), soprano lírica francesa (n. 1921).[293]
- Günter Fürhoff (68), futbolista alemany (n. 1947).[294]
- Concepción Picciotto, activista i pacifista espanyola.[295]
- Walter Valda Doria Medina (54), funcionari públic bolivià; fallada cardíaca.[296]
- Marina de Navasal (93), periodista xilena (n. 1922).[297]
- Charles Oviedo, polític veneçolà; complicacions post-quirúrgiques.[298]
- Kalpana Ranjani (49), actriu índia (n. 1966).[299]
- Miguel Ángel Rasalps, músic cubà, integrant fundador de Los Van Van.[300]

## 26
- Juan Ignacio Álava Navarro (77), cantautor equatorià (n. 1939).[301]
- Miguel Anguita (74), polític espanyol (n. 1941).[302]
- Black (53), músic britànic (n. 1962).[303]
- Fritz Espinoza Hernández, polític peruà; aturada cardíaca.[304]
- Sahabzada Yaqub Khan (95), polític i militar pakistanès (n. 1920).[305]
- Gustavo López Morales, economista i lluitador social mexicà; accident automobilístic.[306]
- Ray Pointer (79), futbolista britànic (n. 1936).[307]
- Abe Vigoda (94), actor nord-americà de cinema i televisió (n. 1921).[308]

## 27
- Alfredo Escalante (71), locutor i presentador de radi i televisió veneçolà (n. 1944).[309]
- Artur Fischer (96), inventor alemany (n. 1919).[310]
- Carlos Loyzaga (85), jugador de bàsquet filipí (n. 1930).[311]
- Pascual Mogica (75), polític espanyol.[312]
- Alex Otiniano (56), animador de teatre peruà (n. 1959).[313]
- Raúl Ortiz y Ortiz (84), advocat, traductor, diplomàtic i actor mexicà (n. 1931).[314]
- Fredi Parera Avellaneda (58), alpinista espanyol; embòlia.[315]

## 28

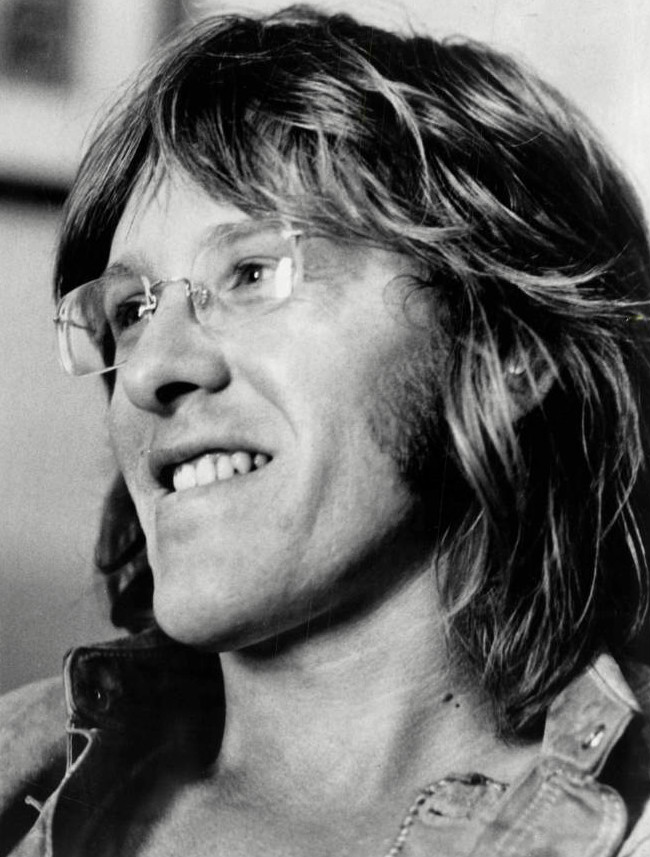
Paul Kantner.

- Signe Toly Anderson (74), cantant nord-americà, cofundadora de Jefferson Airplane (n. 1941).[316]
- Vince Albert Cianci (74), polític nord-americà (n. 1941).[317]
- Ramiro Corzo (76), actor colombià (n. 1939).[318]
- Aleš Debeljak (54), poeta, assagista i crític cultural eslovè (n. 1961).[319]
- Paul Kantner (74), músic nord-americà, cofundador de Jefferson Airplane; fallada multiorgànic (n. 1941).[320]
- Rafael Librado Castillo (62), polític dominicà; problemes renals, diabetis i hipertensió.[321]
- Tommy O'Hara (62), futbolista britànic (n. 1953).[322]
- Ladislav Totkovič (53), futbolista i entrenador de futbol eslovac (n. 1962).[323]
- Félix Umpiérrez, enginyer naval, acadèmic i empresari espanyol del ram turístic i de la construcció (n. 1946).[324]
- Rodolfo Urtubey (83), jutge, fiscal i polític argentí; complicacions postoperatòries (n. 1933).[325]
- Juan Francisco Vior Iglesias (32), àrbitre espanyol de futbol; infart.[326]
- Ihor Zaytsev (81), futbolista ucraïnès d'origen rus (n. 1934).[327]

## 29

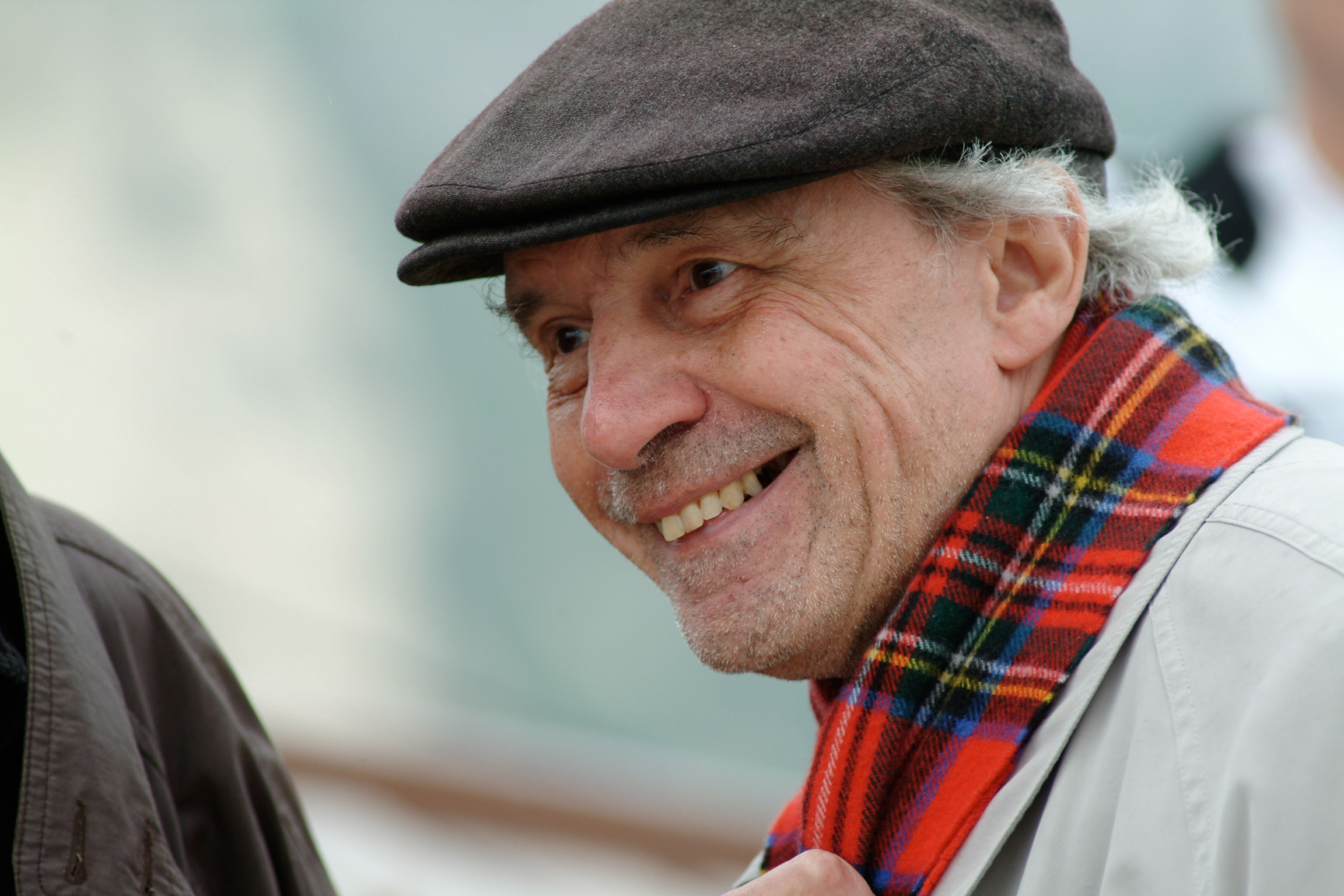
Jacques Rivette.

- Cyril Detremmerie (30), futbolista belga; accident de trànsit (n. 1985).[328]
- Jean-Marie Doré (77), polític guineà, primer ministre de Guinea en 2010 (n. 1939).[329]
- Manuel Antonio Lachapelle Suero, militar dominicà.[330]
- Manuel López Pérez (70), historiador i investigador espanyol; càncer.[331]
- Aurèle Nicolet (90), flautista suís (n. 1926).[332]
- Cielo Pineda Méndez (64), política mexicana, regidora de Mazatán en 2016.[333]
- Jacques Rivette (87), director de cinema francès (n. 1928).[334]
- John Freddy Romero López (31), actor i ballarí colombià de teatre; accident cerebrovascular (n. 1984).[335]
- Mirosław Sajewicz (59), futbolista polonès (n. 1956).[336]
- José Luis Serrano Moreno (55), catedràtic i polític espanyol; càncer (n. 1960).[337]

## 30
- Frank Finlay (89), actor britànic (n. 1926).[338]
- Francisco Flores (56), polític salvadorenc, president d'El Salvador entre 1999 i 2004 (n. 1959).[339]
- Gabriela Gavi Ángel (91), artesana mexicana, exponent de la cultura del poble otomí (n. 1924).[340]
- Abraham González Contreras, empresari mexicà de la indústria de la construcció; infart.[341]
- Juani Herrera Almeida (66), pilot espanyol de motociclisme.[342]
- Blanca María Pol, periodista espanyola de la Cadena COPE.[343]
- K. V. Krishna Rao (92), militar indi (n. 1923).[344]
- Ramón Ramírez (23), beisbolista dominicà; accident de motocicleta.[345]
- Ken Sailors (95), jugador de bàsquet nord-americà (n. 1921).[346]

## 31
- Eduardo Calamaro (98), periodista, escriptor i advocat argentí (n. 1917).[347]
- Ángel del Campo Camino (74), músic i sacerdot espanyol.[348]
- Rubén Coletti (66), futbolista argentí (n. 1949).[349]
- Edgar Rubén Vilatuña Pozo (58), activista social equatorià; accident de trànsit (n. 1957).[350]
- Benoît Violier (44), xef francès, conegut com "El millor xef del món" (n. 1971).[351]
- Terry Wogan (77), presentador irlandès; càncer (n. 1938).[352]